# Бачевица
Бачевица је насеље у Србији у општини Бољевац у Зајечарском округу. Према попису из 2022. у насељу је било 218 становника, према попису из 2002. било је 409 становника (према попису из 1991. било је 523 становника).
Бачевица је село удаљено од Бољевца десетак километара на југоисток. Бачевица лежи на Бачевичкој реци, десној притоци Врбовачке реке, чије се воде уливају у Бели Тимок. Површина атара села је  2.091 хектар и подручје је брдовито, надморска висина је између 300 и 400 м. Кроз место пролази асфалтни пут од Бољевца преко Бачевице, Врбовца и Планинице према Зајечару.
У околини места је из периода млађег каменог доба нађено једно гвоздено копље, а из каснијег периода нађени су остаци рударења као што су гомиле шљаке, јаловине крај старих јама, и рударске алатке.
Место се помиње у XVI веку, тачније у турском попису од 1560. године, као село Бачица са 6 породица и са 10 неожењених. Према попису из 2002. године у 136 домаћинстава живело је 409 становника просечне старости од 50 година.
Становници се углавном баве пољопривредом и сточарством, говоре српским и влашким језиком.
У селу ради четвороразредна основа школа "IX Српска Бригада" (основана 1894. год.) са тридесетак ученика. Старије разреде ђаци похађају у Бољевцу.
У селу ради и здравствена амбуланта дома здравља из Бољевца, а у оквиру КУД „Бачевица“ се негује фолклорна традиција, КУД је однео победу на „Сабору игара“ у Слатини 2010. године.
Село нема цркве ни црквишта. Суседна места су Ласово, Леновац, Врбовац, Добрујевац и Добро Поље.

## Демографија
Према последњем попису из 2022. године у Бачевици је живело 218 становника. У насељу живи 201 пунолетних становника, а просечна старост становништва износи 52,44 година (50,32 код мушкараца и 54,69 код жена).
Према подацима пописа из 2022. у насељу има 90 домаћинства, а просечан број чланова по домаћинству је 2,42.
Становништво у овом насељу веома је нехомогено, а у последња три пописа, примећен је пад у броју становника.
|  |

| Демографија | Демографија | Демографија |
| Година      | Становника  | Становника  |
| ----------- | ----------- | ----------- |
| 1948.       | 1.063       |             |
| 1953.       | 999         |             |
| 1961.       | 925         |             |
| 1971.       | 845         |             |
| 1981.       | 739         |             |
| 1991.       | 523         | 511         |
| 2002.       | 409         | 421         |
| 2011.       | 344         |             |
| 2022.       | 218         |             |

| Етнички састав према попису из 2002.‍ | Етнички састав према попису из 2002.‍ | Етнички састав према попису из 2002.‍ | Етнички састав према попису из 2002.‍ | Етнички састав према попису из 2002.‍ |
| ------------------------------------ | ------------------------------------ | ------------------------------------ | ------------------------------------ | ------------------------------------ |
|                                      |                                      |                                      |                                      |                                      |
| Власи                                | Власи                                |                                      | 208                                  | 50,85%                               |
| Срби                                 | Срби                                 |                                      | 171                                  | 41,80%                               |
| Румуни                               | Румуни                               |                                      | 1                                    | 0,24%                                |
| непознато                            | непознато                            |                                      | 4                                    | 0,97%                                |

| Година пописа     | 1948. | 1953. | 1961. | 1971. | 1981. | 1991. | 2002. |
| ----------------- | ----- | ----- | ----- | ----- | ----- | ----- | ----- |
| Број домаћинстава | 260   | 244   | 231   | 213   | 190   | 158   | 136   |

| Број чланова      | 1  | 2  | 3  | 4  | 5  | 6  | 7 | 8 | 9 | 10 и више | Просек |
| ----------------- | -- | -- | -- | -- | -- | -- | - | - | - | --------- | ------ |
| Број домаћинстава | 28 | 42 | 19 | 17 | 14 | 11 | 4 | 1 | 0 | 0         | 3,01   |

| Пол    | Укупно | Неожењен/Неудата | Ожењен/Удата | Удовац/Удовица | Разведен/Разведена | Непознато |
| ------ | ------ | ---------------- | ------------ | -------------- | ------------------ | --------- |
| Мушки  | 180    | 39               | 119          | 19             | 3                  | 0         |
| Женски | 185    | 10               | 117          | 51             | 7                  | 0         |
| УКУПНО | 365    | 49               | 236          | 70             | 10                 | 0         |

| Пол    | Укупно                    | Пољопривреда, лов и шумарство | Рибарство                            | Вађење руде и камена | Прерађивачка индустрија       |
| ------ | ------------------------- | ----------------------------- | ------------------------------------ | -------------------- | ----------------------------- |
| Мушки  | 100                       | 79                            | 0                                    | 2                    | 2                             |
| Женски | 66                        | 57                            | 0                                    | 0                    | 1                             |
| УКУПНО | 166                       | 136                           | 0                                    | 2                    | 3                             |
| Пол    | Производња и снабдевање   | Грађевинарство                | Трговина                             | Хотели и ресторани   | Саобраћај, складиштење и везе |
| Мушки  | 0                         | 3                             | 1                                    | 0                    | 1                             |
| Женски | 0                         | 0                             | 0                                    | 0                    | 0                             |
| УКУПНО | 0                         | 3                             | 1                                    | 0                    | 1                             |
| Пол    | Финансијско посредовање   | Некретнине                    | Државна управа и одбрана             | Образовање           | Здравствени и социјални рад   |
| Мушки  | 0                         | 0                             | 2                                    | 0                    | 3                             |
| Женски | 0                         | 0                             | 0                                    | 2                    | 0                             |
| УКУПНО | 0                         | 0                             | 2                                    | 2                    | 3                             |
| Пол    | Остале услужне активности | Приватна домаћинства          | Екстериторијалне организације и тела | Непознато            | Непознато                     |
| Мушки  | 0                         | 0                             | 0                                    | 7                    | 7                             |
| Женски | 0                         | 0                             | 0                                    | 6                    | 6                             |
| УКУПНО | 0                         | 0                             | 0                                    | 13                   | 13                            |

## Галерија
- Бачевица
- Околина Бачевице
- Бачевица - споменик погинулим у ослободилачким ратовима 1912-1918
- Бачевица - спомен плоча погинулим у Другом светском рату